# Bahnhof Butzbach
Der Bahnhof Butzbach ist ein Bahnhof in der hessischen Stadt Butzbach an der Main-Weser-Bahn. Früher war der Bahnhof auch Ausgangspunkt der nach Lich und Grünberg führenden Butzbach-Licher Eisenbahn.

## Geschichte
Mit der Eröffnung der Teilstrecke Butzbach–Friedberg der Main-Weser-Bahn am 9. November 1850 ging der Bahnhof in Betrieb.
Am 28. März 1904 wurde die Butzbach-Licher Eisenbahn eröffnet. Diese besaß einen eigenen Bahnhof, den Bahnhof Butzbach West direkt neben dem Staatsbahnhof. Von hier aus fuhren die Züge über Butzbach Ost, wo sich heute die Verwaltung sowie der Betriebsmittelpunkt der Hessischen Landesbahn befinden, und Griedel nach Lich Süd nahe der Bahnstrecke Gießen–Gelnhausen. Erst am 1. August 1909 folgte die Fortsetzung bis Grünberg, wo in die Staatsbahnzüge auf der Bahnstrecke Gießen–Fulda umgestiegen werden konnte. Eine weitere Bahnlinie zweigte bei Griedel durch das Wettertal nach Bad Nauheim Nord ab; sie war ab 2. April 1910 durchgehend befahrbar. Die letzte Strecke von Butzbach Ost nach Oberkleen im preußischen Kreis Wetzlar war am 1. Juni 1910 vollendet worden. Am 27. Mai 1961 endete der Personen- und ein Teil des Güterverkehrs auf der Stammstrecke Butzbach–Lich. Der letzte Personenverkehr auf der Schiene zwischen Butzbach und Bad Nauheim Nord endete am 31. Mai 1975.
Das Bahnhofsgebäude wurde im Juli 2018 abgerissen.

## Betrieb

### Bahn
Der Butzbacher Bahnhof ist seit der Einstellung des Personenverkehrs auf der Butzbach-Licher Eisenbahn kein Eisenbahnknotenpunkt mehr. Dennoch halten  mehrere Regionalbahn-Linien in Butzbach. Am wichtigsten ist der Mittelhessen-Express, welcher von Frankfurt Hbf über Friedberg und Butzbach nach Gießen fährt. Dort wird der Zug getrennt: der vordere Zugteil fährt weiter über Marburg nach Treysa, während der hintere Zugteil die Fahrtrichtung wechselt und weiter über Wetzlar nach Dillenburg fährt. Weitere Bedeutung hat die Regionalbahn von Hanau/Friedberg über Bad Nauheim, Butzbach, Lang-Göns und Großen-Linden nach Gießen. In den Hauptverkehrszeiten halten in Butzbach auch die einzelnen Regional-Express-Züge, die von Frankfurt über Gießen nach Marburg verkehren. Fernverkehrszüge fahren ohne Halt durch den Bahnhof.
| Linie | Verlauf | Takt                                                                            | Betreiber      |
| ----- | --- | ------------------------------------------------------------------------------- | -------------- |
| RE 30 | Main-Weser-Bahn: Frankfurt (Main) Hbf – Frankfurt (Main) West – Friedberg (Hess) – Bad Nauheim – Ostheim (b Butzbach) – Butzbach – Kirch Göns – Lang Göns – Großen Linden – Gießen – Lollar – Friedelhausen – Fronhausen (Lahn) – Niederwalgern – Marburg Süd – Marburg (Lahn) – Kirchhain (Bz Kassel) – Stadtallendorf – Neustadt (Kr Marburg) – Treysa – Borken (Hess) – Wabern (Bz Kassel) – Kassel-Wilhelmshöhe – Kassel Hbf Stand: Fahrplanwechsel Dezember 2021 | einzelne Züge zur HVZ                                                           | DB Regio Mitte |
| RB 37 | Mittelhessen-Express: Frankfurt (Main) Hbf – Frankfurt (Main) West – Bad Vilbel – Friedberg (Hess) – Ostheim (b Butzbach) – Butzbach – Kirch Göns – Lang Göns – Großen Linden – Gießen Stand: Fahrplanwechsel Dezember 2024 | 120 min 30/60 min (Friedberg–Gießen wochentags)                                 | HLB Hessenbahn |
| RB 40 | Mittelhessen-Express: Frankfurt (Main) Hbf – Frankfurt (Main) West (– Bad Vilbel) (zweistdl.) – Friedberg (Hess) – Bad Nauheim (– Ostheim (b Butzbach)) (zweistdl.) – Butzbach (– Kirch Göns – Lang Göns – Großen Linden) (zweistdl.) – Gießen – Dutenhofen (Kr Wetzlar) – Wetzlar – Aßlar – Werdorf – Ehringshausen (Kr Wetzlar) – Katzenfurt – Edingen (Kr Wetzlar) – Sinn – Herborn (Dillkr) – Burg (Dillkr) Nord – Niederscheld (Dillkr) Süd – Dillenburg Flügelung in Gießen. Zugteil nach Marburg/Treysa als RB 41. Stand: Fahrplanwechsel Dezember 2021                                                           | 40/80 min (Frankf.–Gießen) 60 min (Gießen–Dillenburg)                           | HLB Hessenbahn |
| RB 41 | Mittelhessen-Express: Frankfurt (Main) Hbf – Frankfurt (Main) West (– Bad Vilbel) (zweistdl.) – Friedberg (Hess) – Bad Nauheim (– Ostheim (b Butzbach)) (zweistdl.) – Butzbach (– Kirch Göns – Lang Göns – Großen Linden) (zweistdl.) – Gießen – Gießen Oswaldsgarten – Lollar – Friedelhausen – Fronhausen (Lahn) – Niederwalgern – Niederweimar – Marburg Süd – Marburg (Lahn) – Cölbe – Bürgeln – Anzefahr – Kirchhain (Bz Kassel) – Stadtallendorf (– Neustadt (Kr Marburg) – Schwalmstadt-Wiera – Treysa) (wochentags) Flügelung in Gießen. Zugteil nach Dillenburg als RB 40. Stand: Fahrplanwechsel Dezember 2021 | 40/80 min 120 min (Marb.–Stadtallend. Wochenende) 120 min (Stadtallend.–Treysa) | HLB Hessenbahn |
| RB 49 | (Gießen –) Friedberg (Hess) – Assenheim (Oberhess) – Nidderau – Ostheim (Kr Hanau) – Bruchköbel – Hanau Nord – Hanau Hbf Stand: Fahrplanwechsel Dezember 2024 | 2 Zugpaare morgens (wochentags)                                                 | HLB Hessenbahn |

Nur der Hausbahnsteig in Fahrtrichtung Gießen (Gleis 1) ist barrierefrei zu erreichen, da dieser über eine Rampe mit dem Bahnhofsvorplatz verbunden ist. 2009 wurde der Bahnhof mit elektronischen Fahrgastinformationssystemen an den Bahnsteigen ausgestattet.

### Busverkehr
Am Butzbacher Bahnhof gibt es einen Busbahnhof. Von dort aus fahren die Busse des Regional- und Stadtverkehrs.
| Linie | Verlauf |
| ----- | --- |
| 50    | Bahnhof → Ostbahnhof → Lachenweg → Holzheimer Straße → Weidig Gymnasium → Seniorenresidenz → Bahnhof |
| 51    | Bahnhof-Weidig Gymnasium → Pohl-Göns – Kirch-Göns – Niederkleen – Ebersgöns – Oberkleen – Cleeberg |
| 52    | Bahnhof – Griedel – Gambach – Ober-Hörgern – Münzenberg – Muschenheim – Lich Bahnhof – Lich Jahnstraße |
| 53    | Bahnhof – Griedel – Rockenberg – Oppershofen – Steinfurth – Bad Nauheim Bahnhof → Bad Nauheim Parkstraße → Bad Nauheim Aliceplatz → Bad Nauheim Am Solgraben → Bad Nauheim Bahnhof (direkt wieder zurück nach Butzbach)                          |
| 54    | Bahnhof – Weidig Gymnasium – Maibach |
| 55    | Bahnhof – Weidig Gymnasium – Fauerbach – Bodenrod |
| 56    | Bahnhof → Ostbahnhof → Nieder-Weisel → Ostheim Bahnhof → Butzbach Seeweg → Einkaufszentrum Ost → Bahnhof |
| 57    | Bahnhof – Degerfeldschule – Ostbahnhof – Griedel – Gambach – Ober-Hörgern – Münzenberg – Wohnbach – Berstadt Bahnhof – Wölfersheimer See – Berstadt Bahnhof – Wohnbach – Wölfersheim Jim Knopf Schule – Mehlbach – Weckesheim – Beinheim Bahnhof |
| 58    | Bahnhof – Espa – Bodenrod – Maibach – Hoch-Weisel – Butzbach Bahnhof |

Des Weiteren gibt es am Bahnhof eine kostenpflichtige P+R-Anlage, welche von der Stadt Butzbach betrieben wird.